# Ömerağa, Ardahan
Ömerağa là một xã thuộc thành phố Ardahan, tỉnh Ardahan, Thổ Nhĩ Kỳ. Dân số thời điểm năm 2010 là 215 người.